# Jánoš Korvín
Jánoš Korvín, též Jan Hunyadi (maďarsky Corvin János, chorvatsky Ivaniš Korvin, 2. dubna 1473, Budín – 12. října 1504, Krapina), byl nemanželský syn uherského a (titulárního) českého krále Matyáše Korvína.

## Život
Vládl jako kníže opavský a hlohovský, později se stal bánem chorvatským a slavonským. Otec ho také jmenoval hrabětem z Hunyadu a navíc obdařil neobvyklým titulem „liptovského knížete“.
Jeho otec se pro něj snažil vytvořit dominium na území Slezska. Roku 1482 pro něj získal dědickou smlouvou od Jana II. Šíleného Hlohovské knížectví, roku 1485 se pak pod nátlakem vzdal Viktorín z Poděbrad Opavského knížectví. V roce 1490 již byla pro mladého Jánoše připravena rozsáhlá pozemková država, skládající se z knížectví Opavského, Ratibořského, Krnovského, Kozelského a Bytomského a z Hlubčic. Matyáš se již připravoval předat toto území svému sedmnáctiletému synovi, avšak jeho náhlá smrt překazila tyto plány. Jánošovi zůstalo jen Opavsko, které však byl roku 1500 donucen postoupit králi Vladislavovi Jagellonskému.
Byl zasnouben s dcerou milánského vévody Galeazza Biancou Marií z rodu Sforzů, ze svatby však sešlo. Počátkem roku 1496 se v Chorvatsku oženil s Beatricí Frankopanovou (1480–1510), dcerou chorvatského knížete Bernardina Frankopana († 1529). Z jejich manželství se narodily tři děti, všechny však zemřely v nízkém věku.